# Verkehrsbetriebe Peine-Salzgitter
Die Verkehrsbetriebe Peine-Salzgitter GmbH (VPS) sind ein öffentliches, nichtbundeseigenes Eisenbahnverkehrsunternehmen mit Sitz in Salzgitter-Hallendorf, das als Tochterunternehmen der Salzgitter AG im Schienengüterverkehr tätig ist. Im Jahr 2005 wurde die Eisenbahninfrastruktur an die VPS Infrastruktur GmbH (VPSI) ausgegliedert.

## Streckennetz
Die VPS verfügen über ein Gleisnetz von 155 km; davon sind 84 km Streckengleise und 71 km Bahnhofsgleise an den Standorten Salzgitter (SZ) und Peine. Die Strecken sind nicht elektrifiziert und es kommen dort ausschließlich Diesellokomotiven zum Einsatz. Anschluss an des Netz der DB InfraGO AG besteht in Peine, Beddingen, Salzgitter-Bad und Broistedt. Außerdem werden die Kanalhäfen Salzgitter und Peine sowie die KLV-Anlage Beddingen im Güterverkehrszentrum Salzgitter angeschlossen. Die Infrastruktur wird zum Teil als öffentliche Strecken, teils als Anschlussbahnen und teils als Grubenanschlussbahn betrieben.
Von der durch das Hüttenwerk Salzgitter führenden Stammstrecke Beddingen – Voßpaß (zu SZ-Bad) verlaufen Abzweigungen nach SZ-Hütte Nord, Beddingen Hafen, Schacht Konrad (II) und Engelnstedt. Weiterhin wird eine Verbindungsstrecke nach Peine über Lengede-Broistedt betrieben.

## Verkehr

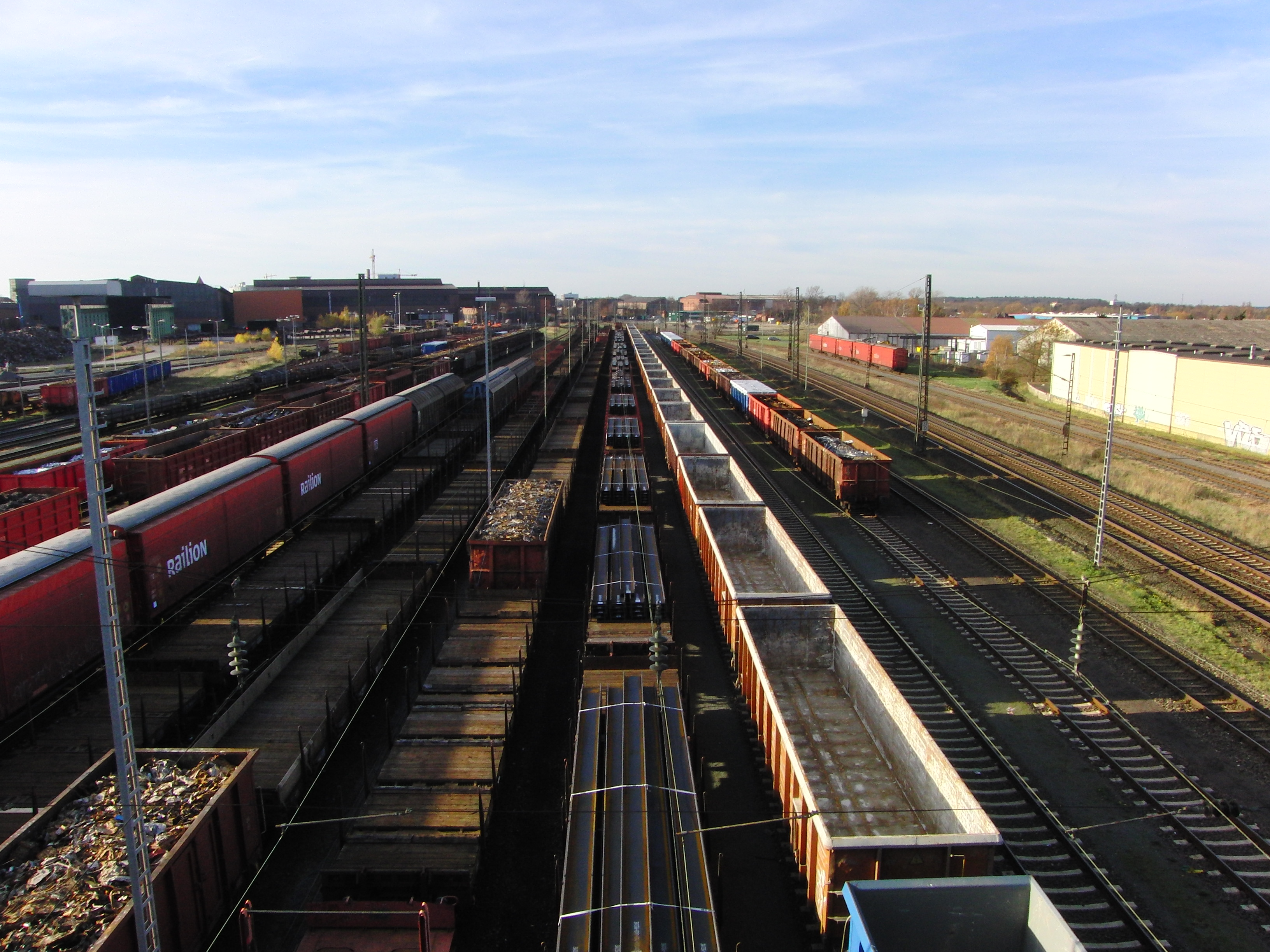
Werksgelände des Stahlwerks Peine

### Güterverkehr
Seinen Hauptverkehr wickelt das Unternehmen im Verschiebebetrieb auf den Werksgeländen der Salzgitter AG in Salzgitter, Peine und Ilsenburg ab.
Weiterhin transportieren die VPS Eisenerz und Kohle aus dem Hansaport Hamburg nach Salzgitter sowie Kalk aus Rübeland und Münchehof (Harz), sowie Halbfertigprodukte zu den anderen Werken der Salzgitter AG. Weitere Verbindungen mit Stahlfertigprodukten gibt es unter anderem nach Karlsruhe, Duisburg und Hagen.
Von 2005 bis zum Ende des Jahres 2009 wurden zwei Containerzug-Verbindungen von Salzgitter nach Hamburg (dreimal wöchentlich) und Bremerhaven (zweimal wöchentlich) gefahren. Erstere wird seit 2020 wieder angeboten. Dazu werden Strecken der Deutschen Bahn sowie die eigenen Verbindungsstrecken genutzt. Auf dem eigenen Netz wurde bis in die 1990er Jahre auch flüssiges Roheisen in Pfannenwagen transportiert.

### Personenverkehr
Bis 1975 boten die VPS auch einen öffentlichen Personenverkehr an, der an Werksangehörige der Stahlwerke gerichtet, aber nicht auf diese beschränkt war. Auffälliges Fahrzeug war der sechsachsige Dieseltriebzug VT 1 („Hüttenflitzer“), ein Einzelstück mit einem Aufbau aus rostfreiem Edelstahl.
Das Kursbuch vom 31. Mai 1959 enthält unter der Nummer 206f einen Fahrplan für Strecken von insgesamt 21 km Länge, nämlich von Salzgitter-Walzwerk über Salzgitter-Watenstedt Nord und Salzgitter-Calbecht nach Salzgitter-Finkenkuhle mit drei, werktags vier Zugpaaren, dazu werktags zwei Zugpaare von Salzgitter-Haverlahwiese II über Salzgitter-Calbecht nach Salzgitter-Finkenkuhle. Im Sommerfahrplan 1977 wurde mitgeteilt, dass die Personenbeförderung nunmehr durch Omnibusse übernommen werde. Eingestellt wurde der Personenverkehr am 21. März 1975, offiziell mit Ablauf des Winterfahrplanes am 31. Mai.
Weiterhin gab es bis 1969 auch Personenverkehr auf den Strecken der Peine–Ilseder Eisenbahn und der Eisenbahn Groß Ilsede–Broistedt (siehe Geschichte).
Die VPS sind Mitglied der Verkehrsgemeinschaft Peine, die den öffentlichen Personennahverkehr mit Omnibussen im Landkreis Peine betreibt.

## Fahrzeugpark

### Fuhrpark im Werksverkehr

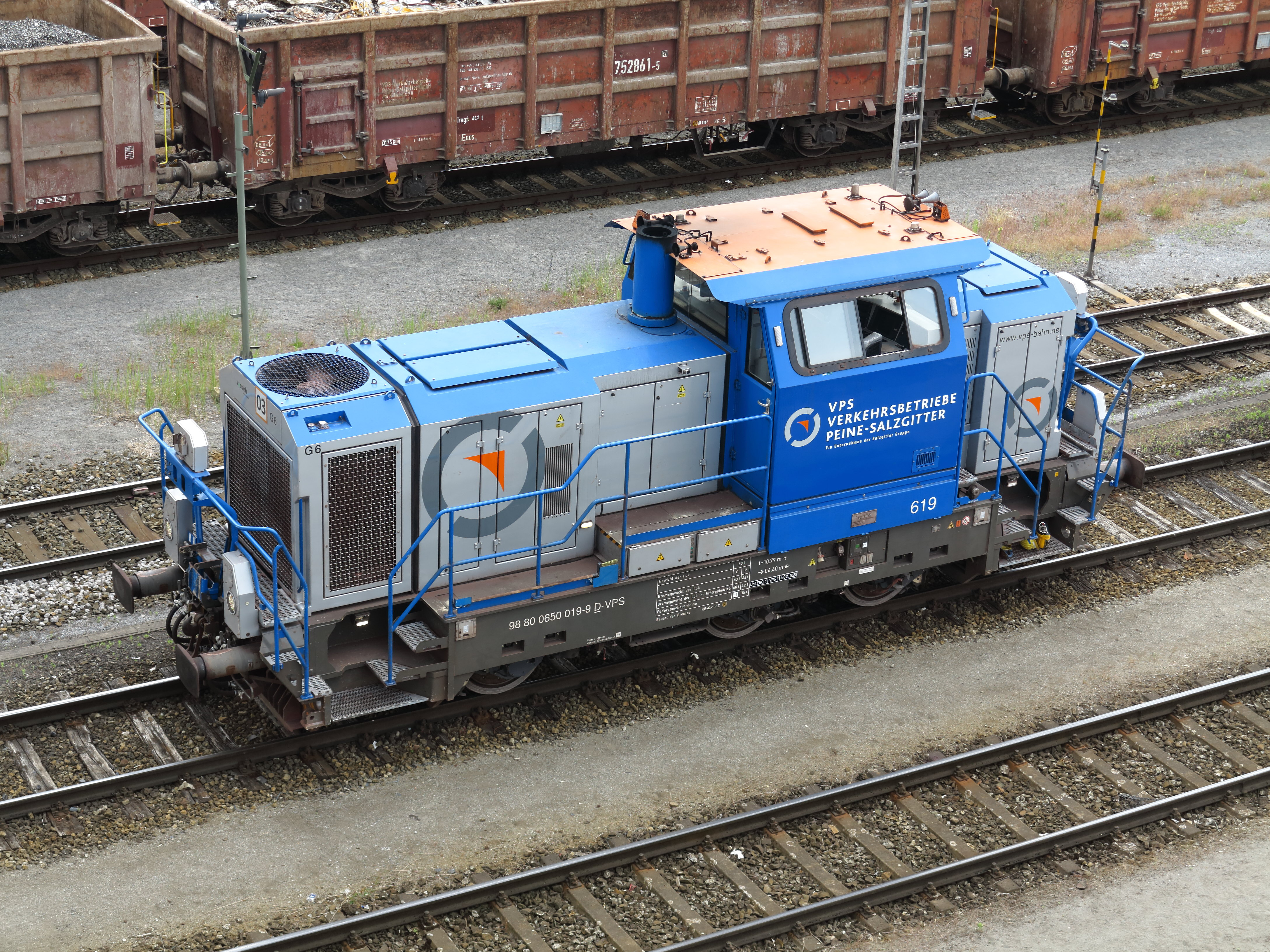
Eine Vossloh G6 der VPS in Peine

Das Unternehmen besaß 2006 insgesamt 63 Lokomotiven. Den größten Anteil mit 43 Stück bildeten hierbei Diesel-Rangierloks der Bauart 530C von Linke-Hofmann-Busch (LHB). Sukzessive wurden diese durch Neubauloks ersetzt. Die erste Lieferung von 18 Lokomotiven des neuen Typs Vossloh G 6 erfolgte zwischen April 2011 und August 2012; weitere 22 Exemplare kamen ab Februar 2013 dazu. Ab Ende 2019 wurden alle verbliebenen Rangierloks der Bauart 530C vollständig durch die Vossloh G 6 ersetzt.
- Im Werk in Salzgitter werden überwiegend Loks des Typs Vossloh G 6, sowie vereinzelt auch Loks des Typs Gmeinder D 100 BB eingesetzt.
- Im Werk der Peiner Träger GmbH kommen ausschließlich Loks des Typs Vossloh G 6 zum Einsatz.
- Im Werk der Ilsenburger Grobblech werden seit 2019 regulär Loks der Bauart Alstom Prima H3 eingesetzt, welche sowohl mit Diesel, als auch von einem Akku angetrieben werden können. [5]

Im Werksverkehr sind häufig auch Schiebeloks anzutreffen. Außerdem besitzen die VPS einen Güterwagenpark von rund 1600 Wagen (Stand 2008). Zur Wartung ihrer Fahrzeuge besitzen die VPS eine Werkstatt an ihrem Sitz in Salzgitter-Hallendorf.

### Güterverkehr auf dem Netz der DB InfraGO

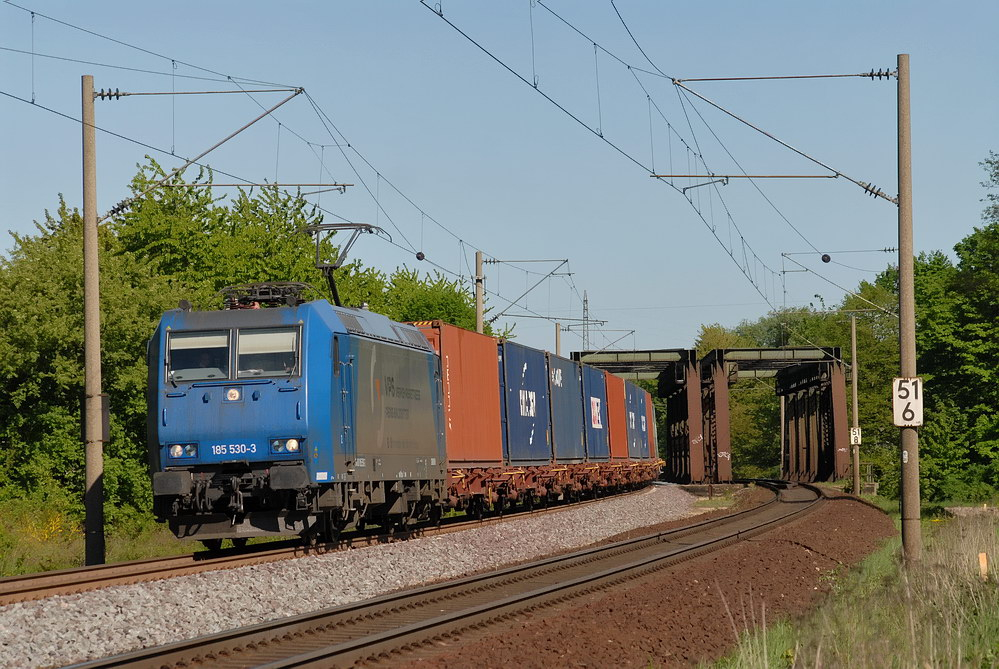
185 530 bei Vechelde

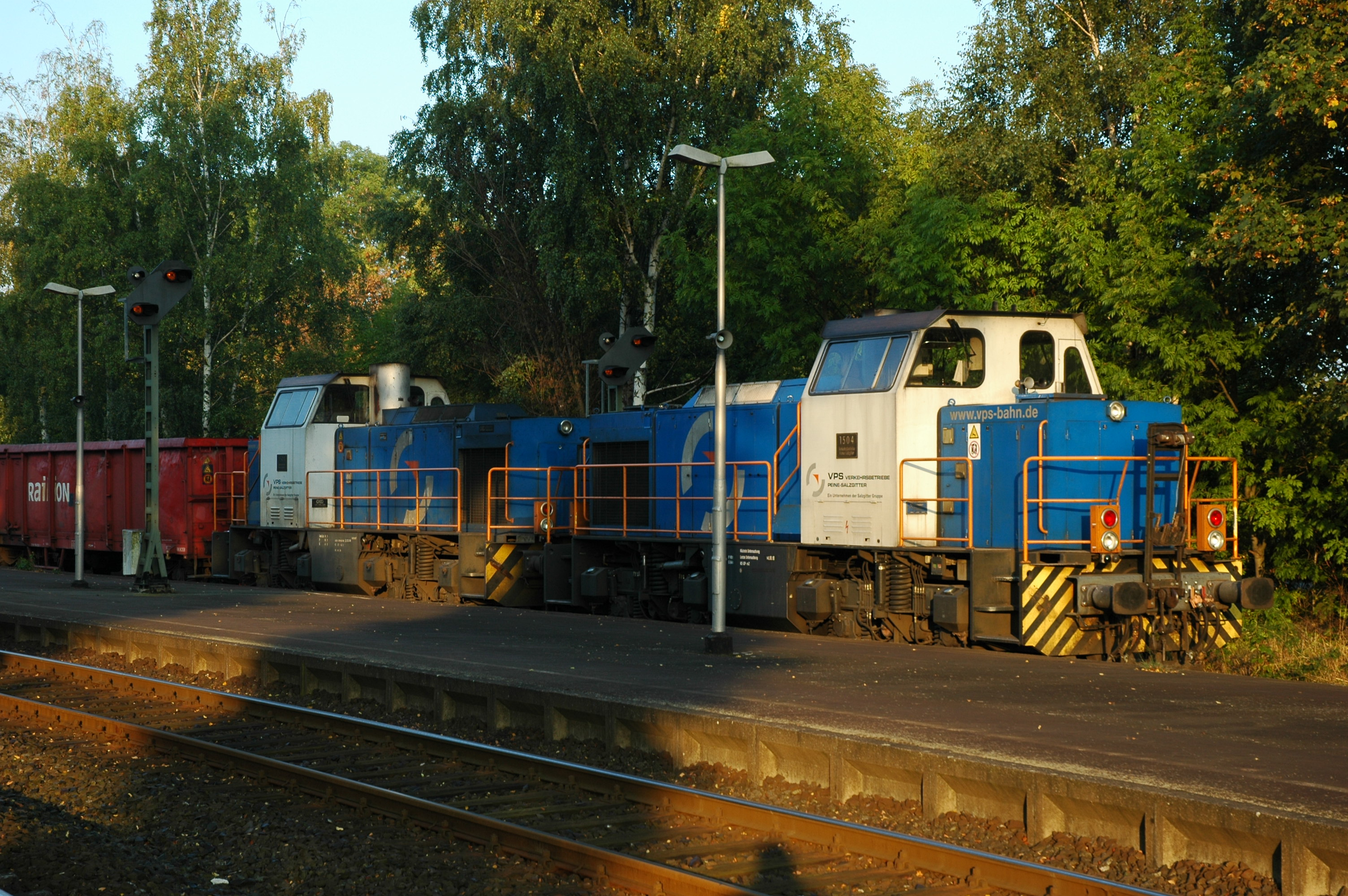
Zwei Gmeinder D100 BB in Vienenburg

Zur Durchführung der Erztransporte aus Hamburg kommen seit Ende 2021 wieder E-Loks der TRAXX-Baureihe 185 der VPS mit Innofreight-Wagen zum Einsatz sowie weiterhin auch noch Loks der Baureihe 189 von DB Cargo mit Erzwagen mit automatischer Kupplung. Die anderen Verkehre werden meist mit Diesellokomotiven des Typs Vossloh G 1700-2 BB oder ADtranz DE-AC33C (HVLE) abgewickelt, oder auch mit E-Loks der Baureihe 185. Vereinzelt sind auch noch Loks des Typs Gmeinder D 100 BB anzutreffen. Wegen der großen Anhängelasten bei Erz- und Stahltransporten setzen die VPS auch diese Lokomotiven oft in Mehrfachtraktion ein.
Ab Ende 2024 sollen vorerst zwei Hybridlokomotiven des Typs Stadler Eurodual zum Fuhrpark hinzustoßen, welche von European Loc Pool (ELP) angemietet werden. Diese sollen vorrangig auf den Kohleverkehren aus Hamburg, sowie auf den Kalkverkehren aus Rübeland eingesetzt werden.

### Ehemaliger Personenverkehr
Im Personenverkehr auf der Salzgitter-Bahn war ab 1957 ein bei Linke-Hofmann-Busch gebauter zweiteiliger Leichtmetalltriebwagen eingesetzt, der als „Hüttenflitzer“ bekannt war. 1979 nach Italien verkauft, wurde er 2011 wieder zurückgekauft; er soll zumindest äußerlich aufgearbeitet werden.
Auf der PIE wurden ab 1957 fünf MAN-Schienenbusse und ein Beiwagen eingesetzt, die 1969 weiterverkauft wurden.

## Geschichte
| Ilseder Bahnhof in Peine, um 1919 | |                                                               |                                                               |
| Streckennummer: | 9198 |                                                               |                                                               |
| Kursbuchstrecke (DB): | früher 207c (1963) |                                                               |                                                               |
| Kursbuchstrecke: | 189s (Peine – Großilsede P.I.B. 1934) 189t (Großilsede Lengeder Bf – Broistedt 1934) 207d (1944) 207d (Peine – Großilsede 1946) |                                                               |                                                               |
| Spurweite: | 1435 mm (Normalspur) |                                                               |                                                               |
| Streckengeschwindigkeit: | 40 km/h |                                                               |                                                               |
| | |                                                               |                                                               |
| \| \| \| von Braunschweig \| \| \| \| \| Peine Gbf \| \| \| \| \| nach Hannover \| \| \| \| 0,0 \| Peine PIE Ilseder Bf \| Peine PIE Ilseder Bf \| \| \| \| zur Zuckerfabrik \| \| \| \| \| von Peine Hafen \| \| \| \| 4,1 \| Klein Ilsede \| Klein Ilsede \| \| \| \| vom Schacht Emilie \| \| \| \| \| nach/von Vöhrum, Gerhard-Schacht, Ilseder Schlackenverwertung \| \| \| \| \| Hochbahn zum Erzbunker \| \| \| \| 7,1 \| Groß Ilsede PIE Ende des Personenverkehrs \| Groß Ilsede PIE Ende des Personenverkehrs \| \| \| \| Ilseder Hütte \| \| \| \| \| Groß Ilsede Süd KIB \| \| \| \| 12,5 \| Groß Lafferde (-Steinbrück) \| Groß Lafferde (-Steinbrück) \| \| \| 18,9 \| Lengede \| Lengede \| \| \| \| von Hildesheim \| \| \| \| 20,9 \| Broistedt \| Broistedt \| \| \| \| nach Braunschweig und Salzgitter \| \| | |                                                               |                                                               |
| Strecke | | von Braunschweig                                              | von Braunschweig                                              |
| Dienststation / Betriebs- oder Güterbahnhof | | Peine Gbf                                                     | Peine Gbf                                                     |
| Abzweig geradeaus und nach rechts | | nach Hannover                                                 | nach Hannover                                                 |
| ehemaliger Bahnhof | 0,0 | Peine PIE Ilseder Bf                                          | Peine PIE Ilseder Bf                                          |
| Abzweig geradeaus und ehemals nach links | | zur Zuckerfabrik                                              | zur Zuckerfabrik                                              |
| Abzweig geradeaus und von rechts | | von Peine Hafen                                               | von Peine Hafen                                               |
| Dienststation / Betriebs- oder Güterbahnhof | 4,1 | Klein Ilsede                                                  | Klein Ilsede                                                  |
| Abzweig geradeaus und ehemals von rechts | | vom Schacht Emilie                                            | vom Schacht Emilie                                            |
| Abzweig geradeaus, ehemals nach rechts und ehemals von rechts | | nach/von Vöhrum, Gerhard-Schacht, Ilseder Schlackenverwertung | nach/von Vöhrum, Gerhard-Schacht, Ilseder Schlackenverwertung |
| Abzweig geradeaus und ehemals nach rechts | | Hochbahn zum Erzbunker                                        | Hochbahn zum Erzbunker                                        |
| Dienststation / Betriebs- oder Güterbahnhof | 7,1 | Groß Ilsede PIE Ende des Personenverkehrs                     | Groß Ilsede PIE Ende des Personenverkehrs                     |
| ehemaliger Dienststation / Betriebs- oder Güterbahnhof | | Ilseder Hütte                                                 | Ilseder Hütte                                                 |
| ehemaliger Bahnhof | | Groß Ilsede Süd KIB                                           | Groß Ilsede Süd KIB                                           |
| ehemaliger Bahnhof | 12,5 | Groß Lafferde (-Steinbrück)                                   | Groß Lafferde (-Steinbrück)                                   |
| ehemaliger Bahnhof | 18,9 | Lengede                                                       | Lengede                                                       |
| Abzweig geradeaus und von rechts | | von Hildesheim                                                | von Hildesheim                                                |
| Bahnhof | 20,9 | Broistedt                                                     | Broistedt                                                     |
| Strecke | | nach Braunschweig und Salzgitter                              | nach Braunschweig und Salzgitter                              |

| Streckennummer: | 9190                 |                                           |                                           |
| Spurweite: | 1435 mm (Normalspur) |                                           |                                           |
| Streckengeschwindigkeit: | 40 km/h              |                                           |                                           |
| |                      |                                           |                                           |
| \| \| \| von Peine \| \| \| \| \| von Hildesheim \| \| \| \| 0,000 \| Broistedt \| Broistedt \| \| \| \| nach Braunschweig und Salzgitter \| \| \| \| \| Bahnstrecke Hildesheim–Braunschweig \| \| \| \| \| \| \| \| \| 7,200 \| Übergabebahnhof Engelnstedt \| Übergabebahnhof Engelnstedt \| \| \| \| Hütte Süd–Calbecht \| \| \| \| \| Bahnstrecke Salzgitter-Drütte–Derneburg \| \| \| \| \| Bahnstrecke Braunschweig Nord–Lichtenberg \| \| \| \| 11,300 \| Übergabebahnhof Salder \| Übergabebahnhof Salder \| \| \| \| Salzgitter-Eisenbahn Calbecht–Engelnstedt \| \| \| \| \| Engelnstedt–Hütte Süd \| \| \| \| 16,000 \| Calbecht \| Calbecht \| \| \| 20,900 \| Voßpaß \| Voßpaß \| \| \| 24,500 \| Infrastrukturgrenze VPS/DB InfraGO \| Infrastrukturgrenze VPS/DB InfraGO \| \| \| \| von Leiferde \| \| \| \| \| von Börßum \| \| \| \| \| Salzgitter-Bad (DB) \| \| \| \| \| nach Kreiensen \| \| |                      |                                           |                                           |
| Strecke |                      | von Peine                                 | von Peine                                 |
| Abzweig geradeaus und von rechts |                      | von Hildesheim                            | von Hildesheim                            |
| Bahnhof | 0,000                | Broistedt                                 | Broistedt                                 |
| Abzweig geradeaus und ehemals nach rechts |                      | nach Braunschweig und Salzgitter          | nach Braunschweig und Salzgitter          |
| Kreuzung geradeaus oben |                      | Bahnstrecke Hildesheim–Braunschweig       | Bahnstrecke Hildesheim–Braunschweig       |
| Strecke |                      |                                           |                                           |
| Dienststation / Betriebs- oder Güterbahnhof | 7,200                | Übergabebahnhof Engelnstedt               | Übergabebahnhof Engelnstedt               |
| Abzweig ehemals geradeaus, nach links und ehemals nach rechts |                      | Hütte Süd–Calbecht                        | Hütte Süd–Calbecht                        |
| Kreuzung geradeaus oben (Strecke geradeaus außer Betrieb) |                      | Bahnstrecke Salzgitter-Drütte–Derneburg   | Bahnstrecke Salzgitter-Drütte–Derneburg   |
| Kreuzung geradeaus oben (Strecken außer Betrieb) |                      | Bahnstrecke Braunschweig Nord–Lichtenberg | Bahnstrecke Braunschweig Nord–Lichtenberg |
| Dienststation / Betriebs- oder Güterbahnhof (Strecke außer Betrieb) | 11,300               | Übergabebahnhof Salder                    | Übergabebahnhof Salder                    |
| Kreuzung geradeaus unten (Strecke geradeaus außer Betrieb) |                      | Salzgitter-Eisenbahn Calbecht–Engelnstedt | Salzgitter-Eisenbahn Calbecht–Engelnstedt |
| Abzweig ehemals geradeaus und von rechts |                      | Engelnstedt–Hütte Süd                     | Engelnstedt–Hütte Süd                     |
| Dienststation / Betriebs- oder Güterbahnhof | 16,000               | Calbecht                                  | Calbecht                                  |
| ehemaliger Dienststation / Betriebs- oder Güterbahnhof | 20,900               | Voßpaß                                    | Voßpaß                                    |
| Wechsel des Eisenbahninfrastrukturunternehmens | 24,500               | Infrastrukturgrenze VPS/DB InfraGO        | Infrastrukturgrenze VPS/DB InfraGO        |
| Abzweig geradeaus und von links |                      | von Leiferde                              | von Leiferde                              |
| Abzweig geradeaus und von links |                      | von Börßum                                | von Börßum                                |
| Bahnhof |                      | Salzgitter-Bad (DB)                       | Salzgitter-Bad (DB)                       |
| Strecke |                      | nach Kreiensen                            | nach Kreiensen                            |

Die VPS entstanden zum 1. Januar 1972 aus dem Zusammenschluss der Eisenbahnbetriebe
- Betriebsabteilung Eisenbahn der Ilseder Hütte, hierzu gehörten die Peine–Ilseder Eisenbahn und die Eisenbahn Groß Ilsede–Broistedt,

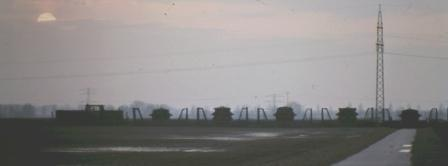
Pfannenwagenzug zum Transport von Roheisen auf dem Weg zwischen Peine und Salzgitter

Die 1911 erbaute Hochbahn zum Transport von Roheisen vom Hüttenwerk in Ilsede nach Peine am Bahnübergang Braunschweiger Straße

- Salzgitter Verkehrsbetriebe GmbH.

### Peine–Ilseder Eisenbahn
Die Peine–Ilseder Eisenbahn (PIE) wurde am 2. Mai 1865 als Pferdebahn für den Güterverkehr durch die Ilseder Hütte (gegründet 1858) in Betrieb genommen und ab 13. September 1865 auch für den öffentlichen Güterverkehr und am 22. September 1866 für den Personenverkehr freigegeben. Eine der treibenden Kräfte war Georg Lucas Meyer. Der Lokomotivbetrieb ersetzte ab 1873 die Pferdebahn.

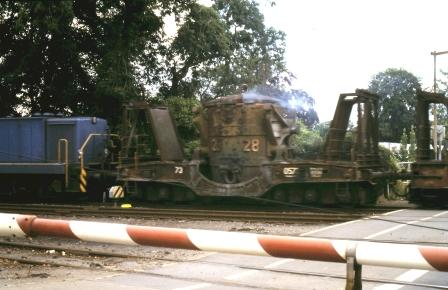
Pfannenwagen Nr. 28 der Verkehrsbetriebe Peine-Salzgitter mit gefülltem Roheisen am Groß Ilseder Bahnübergang Eichstraße

Der öffentliche Personenverkehr wurde auf einer rund sieben Kilometer langen Strecke vom Bahnhof Peine PIE, der südöstlich des Staatsbahnhofs an der Jägerstraße lag, nach Groß Ilsede PIE abgewickelt. Dort gab es zahlreiche Anschlussgleise zu den Berg- und Hüttenwerken. Hier war auch ein Bahnhofsgebäude und später ein Triebwagenschuppen vorhanden. Beide wurden abgerissen. In der Pferdebahnzeit verkehrte ein Personenzug pro Tag. Der Fahrplan wies 1897 sechs Zugpaare auf, 1914 waren es zehn, 1927 zwanzig und 1950 werktags neunzehn, sonntags elf. Im Sommer 1969 wurden sogar 26 Triebwagenpaare angeboten; trotzdem traten ab 27. September 1969 Omnibusse an deren Stelle. 1880 wurden 21.324 Fahrgäste befördert, 1898 149.960, 1948 erreichte die Zahl der Fahrgäste mit 2,2 Millionen den Höchststand.

Stahlhochbrücke für den Roheisentransport

Parallel zur PIE wurde östlich eine Strecke zum Transport von flüssigem Roheisen aus Ilsede zum Walzwerk in Peine (heute Peiner Träger GmbH) gebaut, da dieser auf der bestehenden Strecke aus Sicherheitsgründen nicht möglich war. Sie wurde am 2. Januar 1911 eröffnet. Im Unterschied zur PIE war diese Bahn als Privatanschlussbahn konzessioniert. Um in Peine das Roheisen direkt in die Thomaskonverter füllen zu können, wurde in Peine eine 511 m lange Stahlhochbrücke errichtet, die vollbeladen mit viel Schwung angefahren werden musste; allerdings waren nur 20 km/h zulässig. Nach Stilllegung des Thomasstahlwerks wurde die „Hochbahn“ in die Mischerhalle des Anfang der 1960er Jahre errichteten Blasstahlwerks geführt. Die Brücke wurde ab November 1970 nicht mehr befahren und 1971 abgerissen.
Von 1918 bis 1930 betrieb die PIE eine Entlastungsstrecke, die nördlich von Groß Ilsede in einem Gleisdreieck von der Stammstrecke in Richtung Westen abzweigte und über Bülten nach Vöhrum führte, wo Übergang zur Staatsbahn bestand. Die Strecke diente nur dem Güterverkehr. Sie wurde dann zunächst abgebaut, jedoch um 1940 wieder in Betrieb genommen und erst 1964 endgültig stillgelegt. Der erste Teil der Strecke bis zum als Gleisdreieck ausgeführten Abzweig Bülten war bereits im Frühjahr 1914 als Teil einer Anschlussbahn zum Kaiser-Wilhelm-Schacht gebaut worden. Eine weitere von dieser Schachtbahn abzweigende Gleisstrecke wurde Ende 1916 zum ehemaligen Tagebau Groß Bülten-Ost (etwa 1 km) gebaut und am 25. Januar 1923 um 3,3 km durch den Ort Groß Bülten zum ehemaligen Tagebau Groß Bülten-Adenstedt verlängert. Die Strecke diente zum Transport des Verfüllmaterials zu den Gruben. 1949 wurde sie nach dem Abschluss der Verfüllung abgebaut. Der noch heute bestehende Gleisanschluss zum 1930 eröffneten Peiner Hafen wurde am 15. Dezember 1931 eröffnet. 1965 wurde auch die Grubenbahn zum Kaiser-Wilhelm-Schacht stillgelegt.

### Eisenbahn Groß Ilsede–Broistedt
Die Eisenbahn Groß Ilsede–Broistedt wurde als Ilsede–Lengeder Eisenbahn am 13. November 1884 ebenfalls von der Ilseder Hütte zunächst bis Lengede eröffnet. 1914 firmierte sie als Anschlussbahn und ab 1919 – bis in die 1960er Jahre – als Kleinbahn Groß Ilsede–Broistedt.
Die 11,8 km lange Strecke war ursprünglich in der Schmalspur von 780 mm angelegt und diente auch dem öffentlichen Verkehr. Erst 1918 wurde sie auf Normalspur umgespurt und um 1,2 km bis Broistedt Nord verlängert. Die umgebaute Strecke wurde am 24. November 1918 eröffnet. Im Personenverkehr wurde die Strecke ab dem 1. April 1885 bedient. Die Züge fuhren anfangs vom Peiner Bahnhof in Groß Ilsede durch das Hüttengelände, wo die Güterwagen angehängt wurden, bis Lengede. Am 1. Februar 1893 stellte die Bahn diesen Betrieb jedoch ein und die Passagierfahrten endeten seither im Lengeder Bahnhof in Groß Ilsede (später Groß Ilsede Süd) am Südende des Hüttengeländes. Von dort bis zum Peiner Bahnhof mussten die Fahrgäste etwa zwei Kilometer um die Hütte laufen. Durchgehende Personenzüge von Peine nach Broistedt hat es auch nach der Umspurung nie gegeben, obwohl auch ein Streckengleis um das Hüttengelände herum gebaut wurde.
1897 gab es werktags zwei Personenzugpaare auf der gesamten Strecke bis Lengede, drei weitere bis Steinbrück. 1914 waren es fünf Zugpaare bis Lengede; sonntags ruhte der Betrieb. 1927 gab es neun Zugpaare zwischen Groß Ilsede Lengeder Bahnhof und Broistedt. Vom 5. Januar 1933 bis 1945 ruhte der Personenverkehr. Der Fahrplan für den Sommer 1950 enthielt werktags vier und sonntags zwei Verbindungen zwischen Groß Ilsede Süd und Broistedt Kleinbahnhof; am 8. Oktober 1950 wurde der Personenverkehr endgültig eingestellt.
Am 22. Mai 1924 wurde zur Erschließung von Erzgruben die Strecke als Grubenanschlussbahn um 15,6 km von Broistedt nach Calbecht verlängert. Dort wurde das Erz von den Gruben gewaschen und dann nach Ilsede transportiert. Am 1. August 1940 wurde die Strecke zur Erzverladung Voßpaß verlängert, wo die Anschlussbahn einen eigenen Endbahnhof südlich der Hauptstrecke erhielt. Zum Bahnhof Salzgitter-Bad bestand eine Gleisverbindung. Die Salzgitter-Eisenbahn führte teilweise parallel zu dieser Strecke. 1963 wurde der Verkehr ganz auf diese Strecke der Salzgitter-Eisenbahn verlagert und die Erzbahn zwischen Engelnstedt und Calbecht stillgelegt.
Peine–Ilseder Eisenbahn und Kleinbahn Groß Ilsede–Broistedt wurden zuletzt gemeinsam verwaltet und unter der Bezeichnung Peiner Eisenbahn 1972 der VPS unterstellt. Das BDE-Handbuch 1975/76 nennt als deren Streckenführung Peine–Ilsede–Broistedt–Salzgitter-Engelnstedt mit 30 km Länge.
Neben diesen beiden Strecken gab es noch diverse Strecken zum Erz- und Schlackentransport, die zunächst in 780 mm Spurweite ausgeführt wurden, ab 1911 aber auch in Normalspur, da die freizügige Verwendung der Betriebsmittel als vorteilhafter angesehen wurde als der geringere Platzbedarf der Schmalspur. Nach Fertigstellung des Mittellandkanals erhielt auch der an diesem angelegte Peiner Hafen 1931 einen Gleisanschluss.

### Anschlussbahnen Ilsede
Die Ilsede Hütte war Betreiber verschiedener Anschlussbahnen
- Grubenanschlussbahn Groß Ilsede – Groß Bülten (3,1 km, 1914–1969)
- Grubenanschlussbahn Schlackentransportbahn Groß Ilsede – Groß Bülten (3,3 km, 1916–etwa 1983)
- Grubenanschlussbahn Sandförderbahn Groß Bülten – Klein Bülten (1923–1961)
- Grubenanschlussbahn Broistedt – Calbecht (15,6 km, 1924–1962), verlängert bis Voßpaß (5,1 km, 1938–1962)
- Grubenanschlussbahn Schacht Emilie (1,7 km, 1940–1983)
- Grubenanschlussbahn Sandgewinnung Handorf (1,7 km, 1957–etwa 1983)
- Privatanschlussbahn Hafen Peine (2,0 km, seit 1929)

### Salzgitter-Eisenbahn
Der zweite Betriebsteil der VPS ist die ehemalige Salzgitter-Eisenbahn.
Die erste spätere VPS-Bahn in diesem Bereich war die 15,6 km lange Strecke von Broistedt nach Calbecht; sie diente dem Erztransport zur Ilseder Hütte und wurde 1924 eröffnet.
Mit dem Aufbau der Reichswerke Hermann Göring AG im Salzgitter-Revier war zunächst unter der Leitung der BLE, nach deren Übergang in die Deutsche Reichsbahn 1938 unter der Regie einer eigenen Verkehrsabteilung 1937 auch ein umfangreiches Werksbahnnetz entstanden, das seinen ersten Höhepunkt in den letzten Kriegsjahren erreichte. Die vorhandene Ilseder Erzbahn Broistedt–Calbecht wurde in das Netz einbezogen und nach Voßpaß bzw. Salzgitter-Bad verlängert; die Werksbahn verlief über ein weites Stück parallel zu dieser Strecke. Nach der Liquidation der Reichswerke war die Aktiengesellschaft für Berg- und Hüttenbetriebe für den Eisenbahnverkehr zuständig. Es gab öffentlichen Personenverkehr auf verschiedenen Strecken, so Salzgitter-Bad – Watenstedt (Hütte), Salzgitter-Bad (Finkenkuhle) – Haverlahwiese und Lebenstedt – Hallendorf.
Nach dem Wiederaufbau der teils stillgelegten, teils demontierten Hochöfen, Stahl- und Walzwerke wurden durch die Hüttenwerke Salzgitter am 19. September 1953 die Verkehrsbetriebe Salzgitter (VBS) gegründet. Die Strecken des öffentlichen Verkehrs wurden am 1. April 1955 in der Salzgitter-Eisenbahn als Eisenbahn des öffentlichen Verkehrs mit einer Streckenlänge von 34 km zusammengefasst. Daran schlossen sich umfangreiche Werksgleise für den internen Verkehr an. Der Personenverkehr wurde nach und nach stillgelegt; daran konnte auch ein 1957 bei Linke-Hofmann-Busch angeschaffter Triebwagen namens Hüttenflitzer nichts ändern. 1963 gab es werktags fünf, sonntags drei Zugpaare zwischen Salzgitter-Walzwerk und Salzgitter-Finkenkuhle (am DB-Bahnhof Salzgitter-Bad).
1961 gab die Ilseder Hütte die Erzbahn Engelnstedt–Calbecht–Voßpaß an die VBS ab. 1965 wurde umfirmiert: Die Verkehrsbetriebe hießen fortan Salzgitter Verkehrsbetriebe.